# Georgia Woman Suffrage Association

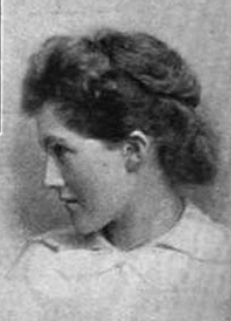
Helen Augusta Howard (1895)

Georgia Woman Suffrage Association (GWSA) var en organisation för kvinnors lika rättigheter i delstaten Georgia i USA, aktiv mellan 1890 och 1922.  Det var delstatens lokalförening för den nationella rösträttsföreningen National American Woman Suffrage Association (NAWSA).

## Historik
Föreningen bildades år 1890 av Helen Augusta Howard. Georgia var liksom andra delar av Sydstaterna djupt konservativ i könsfrågor, och någon organiserad kvinnorörelse uppkom därför inte förrän långt efter det amerikanska inbördeskriget, senare än kvinnorörelsen i både Nordstaterna och Västern. Dessutom befann sig kvinnorörelsen i Sydstaterna i en komplicerad situation på grund av den rådande rasismen i Sydstaterna, som gjorde sociala reformer och rösträttsreformer och jämlikhetsfrågor i stort svårare än i andra delar av USA. 
GWSA betraktade sig inte som en politisk organisation, men verkade för kvinnlig rösträtt genom informationskampanjer. De förde främst fram argumentet att rösträtt tillföll de som betalade skatt och de som styrdes av regeringen och att detta innefattade även kvinnor, varför även kvinnor borde få rösta. GWSA organiserades NAWSA:s årliga kongress i Atlanta 1895. År 1899 höll GWSA sitt första konvent i Atlanta med deltagare från andra Sydstater och framförde kravet att kvinnor skulle få studera vid University of Georgia. 1902 begärde de utan framgång att få lokal rösträtt. Från 1913 rapporterade den lokala tidningen Atlanta Constitution regelbundet om dess verksamhet. Det fick rivaler i Georgia Woman Equal Suffrage League (1913) och Equal Suffrage Party of Georgia (1915), och National Woman's Party fick en lokalförening i delstaten 1917. Delstatsparlamentet höll 1914 sin första debatt och omröstning i frågan, där rörelsens representanter fick tala. 
1917 fick kvinnor lokal rösträtt i staden Waycross och i maj 1919 i Atlanta. 24 juli 1919 röstade Georgia nej till det tillägg till konstitutionen som skulle ge införa kvinnlig rösträtt nationellt, Nineteenth Amendment. I augusti 1920 infördes kvinnlig rösträtt i USA. Införandet av reformen fördröjdes dock i Georgia med argumentet att alla väljare måste vara registrerade sex månader i förväg, och kvinnlig rösträtt kunde därför inte utövas i staten förrän 1922. 
GWSA liksom alla övriga rösträttsföreningar i Georgia förenades 1922 i League of Women Voters of Georgia.

### Ordförande
- Helen Augusta Howard, 1890–1895
- Frances Cater Swift, 1895–1896
- Mary Latimer McLendon, 1896–1899
- Gertrude C. Thomas, 1899–1901
- Katherine Koch, 1901–1904
- Rose Y. Colvin, 1904–1906
- Mary Latimer McLendon, 1906–1921